# اینترنت اکسپلورر ۷
ویندوز اینترنت اکسپلورر ۷ (به انگلیسی: Windows Internet Explorer 7) عرفاً با نام IE۷ مخفف می‌شود که یک مرورگر صفحات وب است که توسط مایکروسافت برای ویندوز ویستا، ویندوز ایکس پی و ویندوز سرور ۲۰۰۳ در اواخر ۲۰۰۶ منتشر شده‌است. این محصول یک مرورگر صفحات وب با وابستگی گرافیکی است. IE جزئی از سیر طولانی نسخه‌های اینترنت اکسپلورر و اولین نسخه اصلی این مرورگر طی چهار سال گذشته‌است که عرضه آن با فروش نسخه‌های قبلی و انتشار ویندوز ویستا هم‌زمان شده‌است.

## مقدمه
نسخه ۷،۰ اینترنت اکسپلورر به Windows Internet Explorer تغییر نام داده‌است ( بر خلاف Microsoft Internet Explorer ) که در برند تجاری آن نام ویندوز جایگزین مایکروسافت شده‌است. این قسمت نام که تغییر یافته‌است در ویندوز ویستا و ویندوز سرور ۲۰۰۸ ملموس است و تفکیک پذیری دانلود توسط Microsoft Update برای ویندوز ایکس پی سرویس پک ۲ و ویندوز سرور ۲۰۰۳ سرویس پک ۱ وجود دارد . اینترنت اکسپلورر ۷ می‌تواند به صورت مستقیم از سایت مایکروسافت دانلود شود . بر روی بخش عظیمی از ساختار اصلی به‌علاوه موتور Rendering و چارچوب کاری امنیتی به‌طور قابل توجهی کار شده‌است. قسمتی از نتیجه تکمیل امکانات امنیتی این است که اینترنت اکسپلورر در حال حاضر یک نرم‌افزار کاربردی مستقل است که تمایل به یکپارچگی با shell ( پوسته ) ویندوز دارد و به همین دلیل آغاز بکار آن طول چندانی نخواهد کشید و مانند یک مرورگر فایل عمل خواهد کرد . اولین پیشنهاد امنیتی تنها یک روز پس از انتشار آن پست و منتشر شد . اما آن مغلوب شد به دلیل آنکه مشکل در Outlook Express بود و مشکل در اینترنت اکسپلورر ۷ نبود . اولین آسیب‌پذیری مختص به IE۷ شش روز بعد از انتشار آن، مطرح و پست شد .
در ویندوز ویستا، قابلیتی با نام Protected Mode ( حالت محافظت شده ) دارد که با اجرای مرورگر در وضعیت امنیتی، اجازه دسترسی به منابع سیستم‌عامل یا فایل سیستم‌ها را به غیر از پوشه Temporary Internet Files نمی‌دهد . زمانی‌که IE را در حالت محافظت شده (Protected Mode) اجرا می‌کنیم، یکپارچگی بسیار کمی دارد و همچنین اجازه دسترسی به فایلها و کلیدهای Registry که خارج از پروفایل کاربری فعلی است را نمی‌دهد . این امکان به منظور جلوگیری از مشکلاتی که هکرها می‌توانند با ارائه برنامه‌های جدید ( Add-onsها که میزبانی می‌شوند بر روی IE) از طریق نصب آن‌ها بر روی کامپیوترهای کاربران ( عموماً spywareها ) پیش آورند منظور شده‌است.
ویندوز ویستا و نسخه ۷ اینترنت اکسپلورر ویژه ویندوز ایکس پی، امکانات اضافه‌ای برای بروزرسانی WinInet API دارند . نسخه جدید پشتیبانی بهتری از IP نسخه ۶ به عمل می‌آورد و لیترال‌ها دسیمال را IP آدرس‌های نسخه ۶ ، handle می‌کند . همچنین دربرگیرنده پشتیبانی بهتر برای فشرده سازهای Gzip و Deflate و برقراری ارتباط با وب سرورهایی که توانایی فشرده سازی فایلها به جهت کم کردن حجم دادهها برای انتقال را دارند، داراست. حالت محافظت شده در اینترنت اکسپلورر ، WinInet را برای ویندوز ویستا به صورت اختصاصی از ۸ اکتبر ۲۰۰۷ پشتیبانی می‌کند . مایکروسافت کامپوننت Windows Genuine Advantage را از IE۷ حذف کرده‌است و IE را در دسترس تمامی کاربران ویندوز قرار داده‌است.

## تاریخچه انتشار
در ۳۱ ژانویه ۲۰۰۶، مایکروسافت تولید بتا ی عمومی اینترنت اکسپلورر ۷ ( پیش نمایش بتا ۲ : نسخه قبل از بتا ۲ ) برای ویندوز ایکس پی سرویس پک ۲ را بر روی وب سایت خود منتشر کرد ( عدم انتشار برای ویندوز سرور ۲۰۰۳ سرویس پک ۱) . این تولید و سایر تولیدات عمومی تا زمان انتشار اینترنت اکسپلورر ۷ در نیمه اول سال ۲۰۰۶ باقی‌ماندند و سرانجام نسخه نهایی در نیمه دوم ۲۰۰۶ منتشر شد . تولید ماقبل بتا در ۲۰ مارس ۲۰۰۶ به ۷،۰،۵۳۳۵،۵ تازه‌رسانی شد . بتا ۲ واقعی در ۲۴ آوریل ۲۰۰۶ منتشر شد. به علاوه اینکه در کنفرانس MIX۶۰، بیل گیتس گفت که مایکروسافت اخیراً در دو نوع بعدی IE بعد از نوع ۷ کار کرده‌است. در ۲۹ ژوئن سال ۲۰۰۶، مایکروسافت، بتای ۳ اینترنت اکسپلورر ۷ را برای ویندوز ایکس پی SP۲، ویندوز ایکس پی چاپ X۶۴ و ویندوز سرور ۲۰۰۳ سرویس پک ۱ را راه اندازی کرد. ویژگی‌های فرعی UI پاکسازی، تنظیم مجدد کلیدها با درگ و دراپ کردن (کشیدن و حذف کردن) و نیز پیشرفت‌های چشمگیر عملکرد. در ۲۴ اگوست سال ۲۰۰۶، اولین کاندید RCI اینترنت اکسپلورر ۷ برای ویندوز ایکس پی SP۲ و ویندوز ایکس پی نسخه X۶۴ و ویندوز سرور ۲۰۰۳ سرویس پک ۱ راه اندازی شد. این آخرین نوع راه اندازی شده IE۷ قبل از آخرین راه اندازی می‌باشد. در ۲۸ سپتامبر سال ۲۰۰۶، در شرکت خدمات فنی خصوصی شارپ ۳ کنفرانسی برپاشد و نتایج تحقیق ارائه شد و توسط مایکروسافت مورد تأیید قرار گرفت و هشت راه حل anti-phishing در اینترنت اکسپلورر ۷(بتا ۳) مورد ارزیابی قرار گرفت. این تحقیق، توانایی محدود کردن phish را ارزیابی کرد و راجع به آن اخطار می‌دهد و به سایتهای خوب کمک می‌کند. در ۱۸ اکتبر سال ۲۰۰۶ ، IE۷ در وب و در سایت مایکروسافت دات کام راه اندازی شد و از طریق AU(به روز کردن‌های خودکار) در اول نوامبر، به عنوان یک سایت به روز شده، منتشر شد. AU به کاربران نشان می‌دهد چه زمانی IE۷ آماده نصب است و به نمایش ویژگی‌های کلیدی و مهم و انتخاب‌ها برای نصب کردن، نصب نکردن یا بعداً از من بپرسید، خوش آمد می‌گوید. 
- در ۸ نوامبر سال ۲۰۰۶ نوعی اینترنت اکسپلورر ۷ برای ویندوز ویستا راه اندازی شد.
- در ۱۱ نوامبر سال ۲۰۰۶ نوعی دیگر از ویندوز ایکس پی موجود راه اندازی شد.
- در ۲۴ اکتبر سال ۲۰۰۷ ویندوز سرور ۲۰۰۸ ، RC۱ راه اندازی شد.
- در ۴ اکتبر سال ۲۰۰۷ آخرین نوع ویندوز ایکس پی موجود ساخته شد.

## امکانات و تغییرات جدید
به دلایل امنیتی، اینترنت اکسپلورر در مدت نه چندان طولانی با ویندوز اکسپلورر shell ادغام شد. فایلهای محلی تایپ شده در IE۷ با استفاده از ویندوز اکسپلورر shell باز می‌شوند و وب سایتهای تایپ شده در ویندوز اکسپلورر shell با استفاده از جستجوگر وب پیش‌فرض باز می‌شوند. حالت حفاظت شده (که فقط در ویندوز ویستا موجود است) از طریق جستجوگر در SendBox قرار می‌گیرد حتی با حقوقی کمتر از حساب کاربر محدود. همچنین می‌تواند پوشه فایلهای موقتی اینترنتی را بنویسد ولی نمی‌تواند برنامه‌های نصب و هر کدام از ترکیبات سیستم‌عامل را بدون جریان کارگزار تغییر دهد. حالت حمایت شده IE۷ بر تکنولوژی کنترل حساب کاربر تکیه دارد. نوع ۷، حامی کلید جستجوست یک نوع رایج در وب جستجوگران محاسبه‌است. دارای یک ویژگی جدید به نام کلیدهای سریع که مرور مختصری روی کلیدهای باز می‌کند. بنابراین با راه اندازی بتای ۳ پیشرونده، کاربر می‌تواند از دو طرف کلیدها را با درگ کردن روی آن‌ها تنظیم کند. نوع نیز از حیطه عناوین بین‌المللی IDN با حمایت ضدتقلیدی، حمایت می‌کند.چنانچه کاربر وب سایتی را مشاهده کند که اسمش به زبان خارجی باشد، (با کاراکتر غیرلاتین باشد) در پین کد آن اسم نشان داده می‌شود البته اگر کاربرزبان نصب شده را تأیید نکرده باشد. همچنین، کاراکترهای غیرلاتین می‌توانند حیطه‌های خاصی داشته باشند و با کاراکترهای لاتین مخلوط شوند. در مورد بعدی، پین کد در صورتی به کار می‌رود که برای تأیید نوشته‌های غیرلاتین که نصب نشده مورد استفاده قرار بگیرد. این مانع کلاهبرداری کردن می‌شود بعضی از کاراکترها جایگزین کاراکتر مشابه با الفبای متفاوت می‌شوند. باکس تحقیق در سمت راست و بالا اضافه می‌شود.موتور تحقیق پیش‌فرض برگرفته از حیطه‌های اینترنت اکسپلورر ۶، نوارابزارهای متفاوت موتور تحقیقی دارد که ارائه توانمندی‌های تحقیق روی نوار آدرس را تحت‌الشعاع قرار می‌دهد ولی تهیه کنندگان دیگر ممکن است اضافه شوند. مایکروسافت، لیستی از تهیه کنندگان معمولی در اختیار قرار می‌دهد. باکس تحقیق از A۹.COM تکنولوژی تحقیق باز برای ارسال کردن تحقیق به تهیه کنندگان استفاده می‌کند. استفاده از معیار همگانی باعث ساده‌تر شدن وب سایتها از جمله تحقیقات از پیش تعریف شده در باکس تحقیقی می‌شود. همچنین لیست جامعی از تحقیق تهیه کنندگان معروفی که می‌توانند به باکس تحقیق اضافه شوند را در اختیار قرار می‌دهد. با راه اندازی ویندوز اینترنت اکسپلورر ۷، مایکروسافت، لیستی از تهیه کنندگان معروف با ابزاری که بتوانند از دو جهت تهیه کنندگان تحقیقی ۷را برای باکس تحقیق ایجاد کنند، را به روز می‌کند. تأیید وضوح کانال آلفا پیکسل در تصاویر PGN نیز اضافه می‌شود.
Feed reader تلفیق یافته در این گروه‌است بنابراین کاربران می‌توانند بدون خواننده RSS جداگانه، وبهای تغذیه (RSS یا اتم) را بخوانند. ویژگی‌های مربوط به کشف تغذیه اتمی و توانایی در درک بازیابی تغذیه به روز حتی زمانی که جستجوگر وب در حال حرکت است، نیز تأثیر دارد. این سایت نیز برای توسعه دهندگان شخص سوم از طریق API موجود می‌باشد بنابراین فهرست تغذیه‌های مورد استفاده آبونمان می‌شود. و با اضافه کردن IE۷، تغذیه‌ها، با خود مایکروسافت ارائه می‌شوند و برای سطح RSS توانمندی‌های قابل ملاحظه و پیشرفته‌ای را ایجاد می‌کنند. بخش‌های فعال OPT-IN در X فعال کنترل می‌شوند و به نصب کمک می‌کنند. این حالت، امنیت اثبات نشده و کنترل آسیب پذیر را بهتر می‌کند. کنترل X فعال را می‌توان با قرار دادن در اطلاعات انتخاب کرد. کاربر می‌تواند با استفاده از مدیر ADD-ON کنترل X فعال را به جریان بیندازد و قطع کند.بعضی از پیشرفت‌ها در CSS،DOM،HTML مورد تأیید قرار گرفته‌اند. هدف مایکروسافت از نوع ۷، پیدا کردن ویروسهای مهم و حیطه‌هایی که باعث مشکلات عدیده برای گسترش دهندگان می‌شود، می‌باشد و بعد پوشش معیارها و استانداردهای بعدی را بهتر می‌کنند. مشکل مشخص مربوط به بخش سمت راست وب پیج(صفحه وب) قطع شدن در زمانی است که صفحه چاپ شده تعیین می‌شود. با متن مناسب با صفحه خاص، از محتوای صفحه می‌توان صرفنظر کرد. واکنش اصلاحی پیش نمایش چاپ نیز به کار کمک می‌کند که نشانه‌های اطراف صفحه را درگ کند و نتایج را بلافاصله مشاهده کند. انتخاب‌کننده PAGE ZOOM به گوشه پائین سمت راست واکنش کاربر اضافه می‌شود. برخلاف حالت TEXT SIZE این محتوای کامل صفحه وب را تنظیم می‌کند و به ساده‌تر شدن خواندن در تصاویر بزرگ‌تر کمک می‌کند. فونتها با تفکیک بهتر (Resolation) ارائه می‌شوند.
Clear type (پاک کردن تایپ) مابقی سیستم‌عامل را به‌طور جداگانه ممکن و ناممکن می‌کند. 
Phishing filter جدید علی‌رغم phishing scams و سایر وب سایتهایی که ممکن است برای کاربر جهت وارد شدن به اطلاعات شخصی شان خطرناک باشند، تأیید شده هستند. وقتی ممکن شوند، هر وب سایت، کاربری را می‌بیند که لیست اصلی مربوط به سایتهای معروف phishing را کنترل می‌کند. اگر سایت فهرست شود، کاربر آگاه می‌شود. با در نظر گرفتن پیامدهای خصوصی این ویژگی، آن به‌طور خودکار میسر نمی‌شود، وقتی اینترنت اکسپلورر ۷ را شروع می‌کند از کاربر پرسیده می‌شود که آیا این کار ممکن است. مایکروسافت در رابطه با شرکت‌هایی کار می‌کند که در تشخیص برنامه‌های phishing حرفه‌ای هستند و لیست مربوط به سایتهای معروفی که به دقت و با سرعت به روز می‌شوند، را تأیید می‌کند. نوار آدرس و نوار ابزار در تمام پنجره‌ها نشان دهنده popupها می‌باشد و به مانع شدن در سایت‌های بد از تغییر دادن آن‌ها به سایتهای خوب کمک می‌کند. همچنین حالت‌های نوار آدرس رنگی برای نشان دادن قابلیت اعتماد صفحه‌است. نوار آدرس وقتی به رنگ قرمز تغییر می‌کند که پروانه تضمینی غیرمعتبر حاصل شود. در مورد سایتهایی که از رمز استفاده نمی‌کنند، نوار آدرس سفید است. و اگر صفحه با پروانه تضمینی عالی استفاده، نوار سبز می‌شود. پنجره‌های مودال مثل باکس‌های دیالوگ فقط زمانی نشان داده می‌شوند، که کلیدی برای آن‌ها ایجاد و انتخاب شود(در چنین وضعیتی، رنگ کلید نارنجی می‌شود). به عبارت دیگر، پنجره save مودال (نمایی) می‌شود و وقتی saving روی صفحه با کلید نشان داده می‌شود کاربر نمی‌تواند کلیدهای دیگر را جستجو کند. طولی نمی‌کشد که نوار ابزار به javascript کمک می‌کند تا در صفحات خالی پیاده شود (تقریباً خالی). این حالت هنوز در صفحات دیگر مورد تأیید قرار می‌گیرد گرچه بوک مارک‌ها می‌توانند به درستی عمل کنند. دلیل تغییر هنوز مشخص نیست.
در زمان نه چندان طولانی نوار وضعیت به متن قدیمی کمک می‌کند تا وارد شود و همیشه URL و هر رابطی که برای تأیید وجود دارد، را نشان می‌دهد.
DELETE BROWSING HISTORY طی یک مرحله تاریخچه جستجو شده را کاملاً پاک می‌کند. قبلاً این یک جریان چند مرحله‌ای به کاربرانی نیاز داشت که حافظه نهانی، تاریخچه، اشکال اطلاعات حفظ شده و اسم‌های عبور را در یک سری از مراحل متفاوت پاک کنند. این برای بهتر کردن امنیت و خلوت محیط چندکاربری مثل اینترنت کافی مفید است. کلید بافتاری GO/REFRESH. وقتی URL در نوار آدرس تایپ می‌شود، کلید از REFRESH به GO تغییر می‌کند و وقتی GO پنهان می‌شود، کلید از GO به REFRESH تغییر می‌کند. در این روش فضای تعیین شده با تول بارها به حداقل می‌رسد. منوی BACK و FORWARD با یک منو ترکیب می‌شود که نشان می‌دهد که کاربران در موقعیت فعلی با ورود خود جلب توجه می‌کنند. در اکثر موارد، صفحه در بالا فعال می‌شود و لیست صفحات برمی گردد ولی اگر کاربرد یک صفحه یا بیشتر را برگرداند، آیتم‌های دیگر در بالای صفحه فعال قرار می‌گیرند که می‌توانند به جلو هدایت شوند.
FIX MY SETTING تمام نصب‌ها و آنهایی که در حال تغییر است را کنترل می‌کند، اگر حیطه‌های فعال ناامن شوند آن حیطه‌ها را به کاربر نشان می‌دهد. کاربر هم می‌تواند دکمه‌ای را فشار دهد تا این حیطه ایمن شود. هیچ روشی برای از کار انداختن این هشدارها وجود ندارد. پروتکلها و تکنولوژی‌های قدیم از بین می‌روند: گوفر، تل نت، اسکریپت لت‌ها، انیمیشن مستقیم، و کانال‌های XBM (فایل‌های CDF)نیز به عنوان آیتم‌های فعال دسکتاپ معروفند. کنترل ویراش DHTML از IE۷ برای ویندوزهای ویستا جهت از بین بردن حیطه سطح برای امنیت از حملات، از بین می‌رود. 
NO ADD-ONS به IE۷ کمک می‌کند تا بدون طول کشیدن نصب آغاز به کار کند. منو بار با کمک فضای بیشتر برای صفحات وب می‌تواند مخفی شود.

## بهتر شدن متن انتخابی
تقویت چیپر اینترنت اکسپلورر ۷: ۲۵۶ بایت( فقط برای ویستا، IE۷ و ویندوز ایکس پی برای حمایت از ۱۲۸ بایت). نوار آدرس زمانی قرمز می‌شود که به وسیله سایت امن که مشکلاتی دارد، پروانه‌ای ارائه شود. در مورد هدایت به سمت سایت که با پیش‌فرض محدود می‌شود فقط بعد از اینکه کاربر به وضوح مسیر را تأیید کند، دسترسی به آن آسان می‌شود. 
IE۷ از EV حمایت می‌کند (پروانه‌های معتبر گسترده) در حالیکه سایتهای ارائه شده در پروانه EV به رنگ سبز هستند. الگوهای اجرایی جدید مجموعه روش‌ها برای IE۷ به‌طور خودکار روی حیطه کنترل‌کننده زمانی بارگیری می‌شوند که مجموعه روش‌ها در ایستگاه کاری باز باشند جائیکه IE۷ نصب شده‌است. این الگوهای اجرایی جدید به کنترل حیطه فیلتری anti-phishing کمک می‌کنند.
نصب مجدد حیطه‌های اینترنت اکسپلورر: تمام فایلهای موقتی را حذف می‌کنند، و جستجوگر add-ons(ضمائم) را از کار می‌اندازد و تمام حیطه‌های تغییر کرده و حیطه‌های عامل را دوباره نصب می‌کند. در صورتی که جستجوگر در حیطه غیرقابل استفاده قرار بگیرد، می‌توان از آن استفاده کرد.